# Uni-Halle

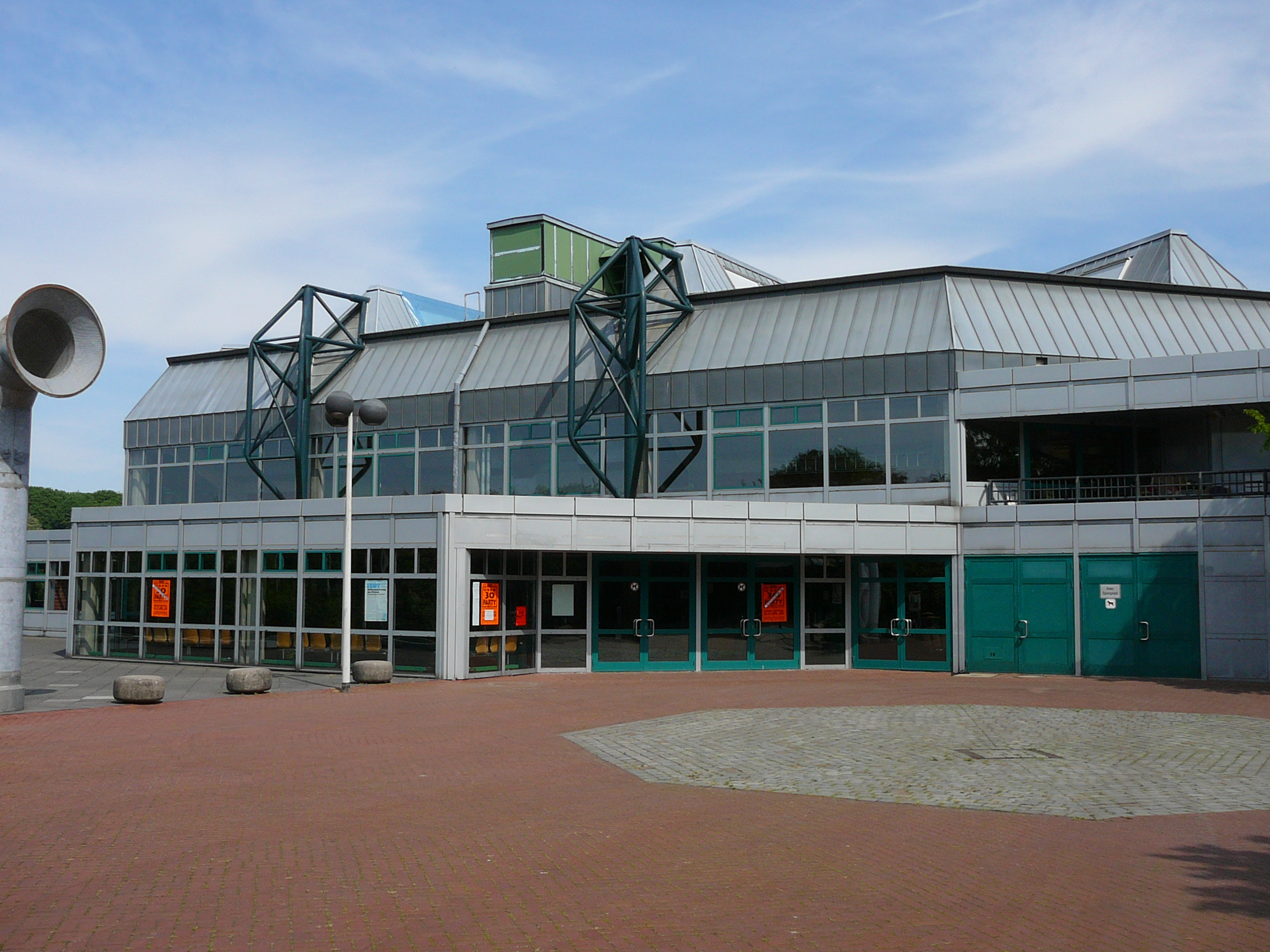
Die Wuppertaler Uni-Halle

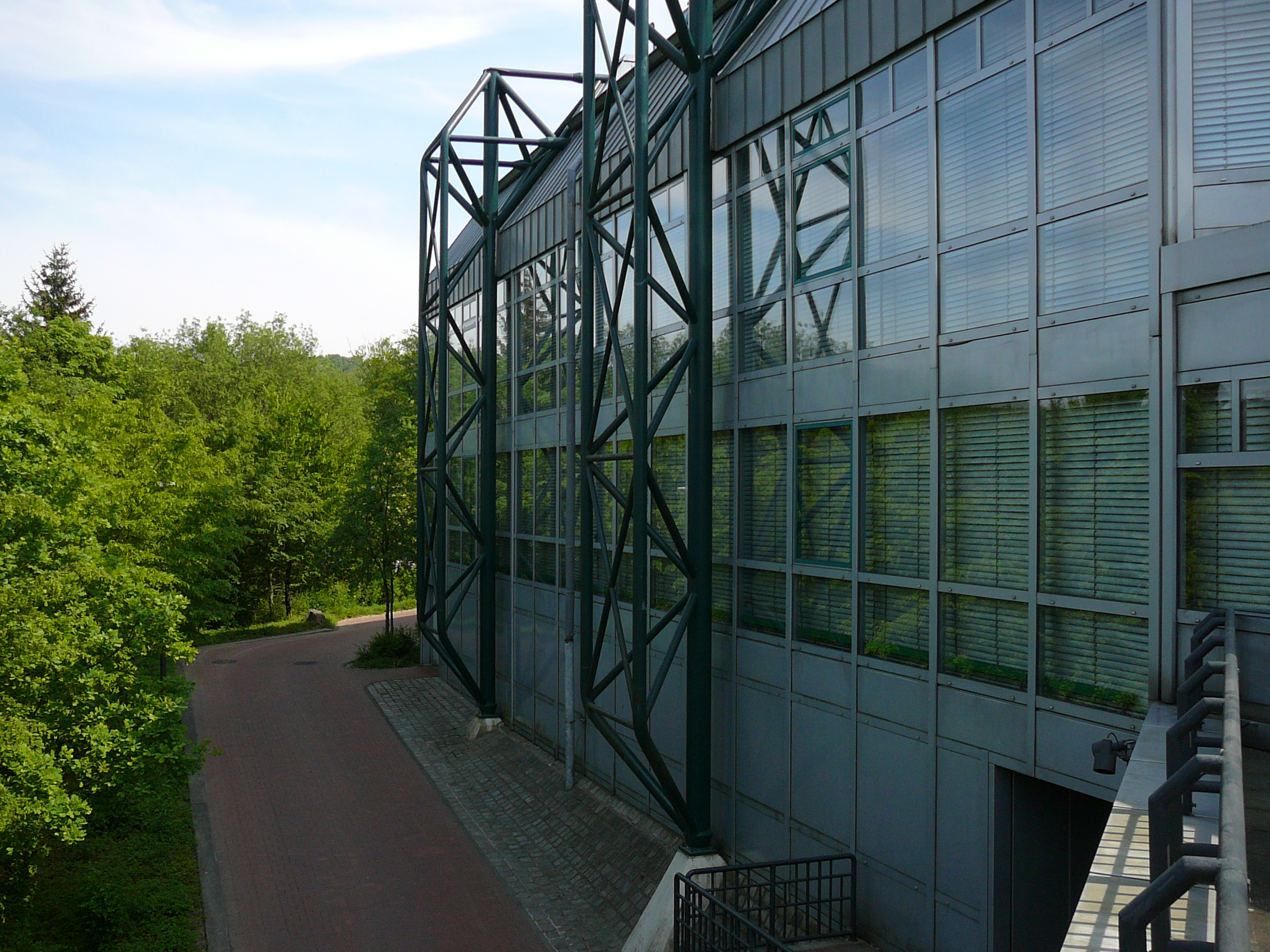
Seitliche Ansicht

Die Uni-Halle ist eine Mehrzweckhalle in der nordrhein-westfälischen Stadt Wuppertal, die nach einer dreijährigen Bauzeit am 11. November 1987 eröffnet wurde.

## Lage
Die Halle im Stadtbezirk Elberfeld (Wohnquartier Grifflenberg) liegt etwa 500 m Luftlinie entfernt von der Bergischen Universität Wuppertal, die sich auf dem weiter östlich liegenden Bergrücken, dem Grifflenberg, befindet. Die Adresse lautet: Albert-Einstein-Straße 20, 42119 Wuppertal.

## Beschreibung
Mit einer Besucherkapazität von bis zu 4.100 Menschen ist sie nach der Schwalbe-Arena in Gummersbach die zweitgrößte multifunktionale Veranstaltungshalle im Bergischen Land. Der umbaute Raum des Gebäudes hat eine Fläche von 51.000 m² und bietet eine 1.600 m² große Hallenfläche sowie eine maximale Fläche von 16 m × 10 m für eine Bühne. Die Halle (ohne Nebengebäude) hat einen oktogonalen Grundriss. Die Fassade besteht überwiegend aus Stahl und Glas.
Sie dient als Veranstaltungsort für Konzerte, Musicals, Messen und Tagungen. Sportliche Ereignisse wie Europa- oder Weltmeisterschaften im Basketball, Rollhockey oder Tanzen wurden hier schon ausgetragen. Live-Übertragungen im Fernsehen fanden auch schon statt. In der Uni-Halle finden die Heimspiele des Handballbundesligisten Bergischer HC statt. Zudem finden hier unter anderem Deutschlands größtes Rockfestival für Nachwuchsmusiker, das Schüler-Rockfestival, sowie die Erstsemesterbegrüßung der Bergischen Universität statt.
Neben einer Anbindung an den öffentlichen Personennahverkehr (ÖPNV) bietet der Veranstaltungsort im Nahbereich Platz für 1.200 Fahrzeuge.
Die Halle wurde 2013 saniert, wofür etwa 14 Millionen Euro zur Verfügung standen. Dabei wurde das Dach und die Belüftungsanlage erneuert sowie der Brandschutz verbessert. Neben der Sanierung wurde der Bau einer zusätzlich Dreifachhalle für den Unisportbetrieb und der folgenden Abriss und Neubau der Uni-Halle diskutiert, dies konnte mit den zur Verfügung stehenden Mitteln aber nicht realisiert werden.

## Trivia
- Am 17. Dezember 1994 fand in der Uni-Halle das letzte Konzert der Bläck Fööss mit Tommy Engel statt.[6]
- Der Basketballverein Union Baskets Schwelm trug nach dem Aufstieg in die BBL im Jahre 2004 in der Saison 2004/2005 die Heimspiele in der Uni-Halle aus, da die stadteigenen Hallen nicht ausreichten, um die Auflagen der BBL hinsichtlich der geforderten Zuschauerplätze (mind. 3000 Plätze) zu erfüllen.[7]
- Aufgrund von Brandschutzauflagen ist der Einsatz von Pyrotechnik und Nebelmaschinen nicht möglich.[8]